# Khmer (Volk)

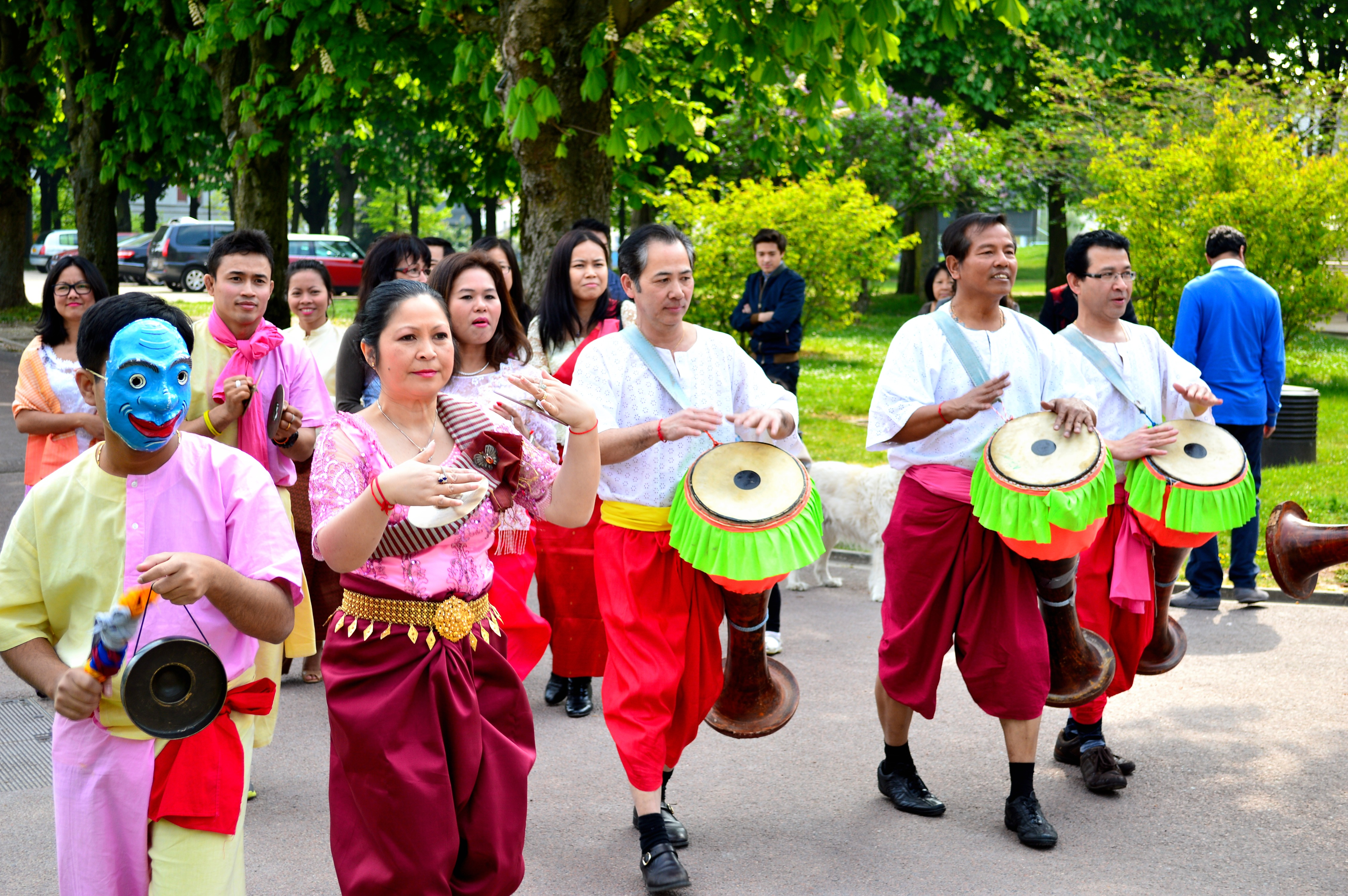
Kambodschanische Neujahrsfeier (Choul Chhnam Khmer) Mitte April. Die Musiker der Prozession spielen Bechertrommel (skor dey), Zimbeln (chhing) und einen kleinen Buckelgong.

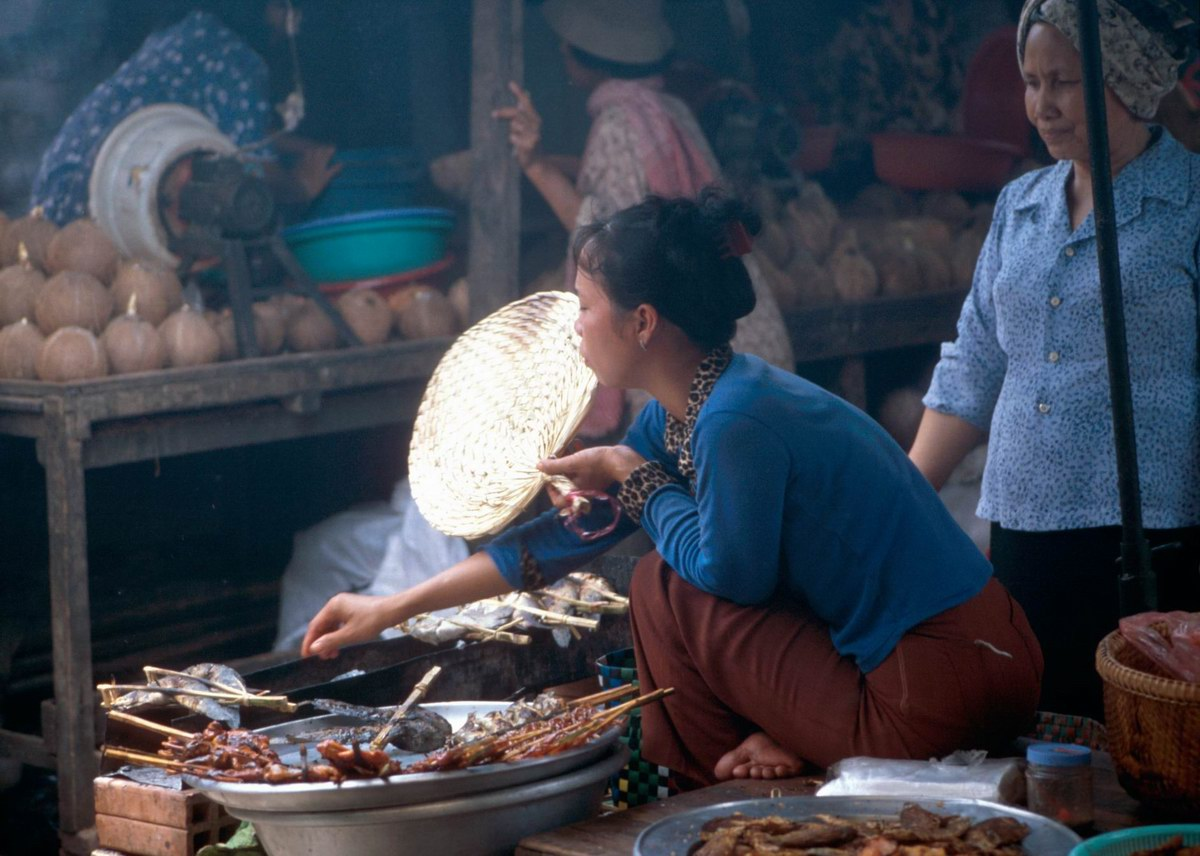
Gegrillte Fische auf einem Markt

Die Khmer (ជនជាតិខ្មែរ, Chônchéatĕ Khmêr, [cɔnciət kʰmae]) (auch Camarini, Coa Mein, Kambuja, Kampuch, Khmae, Khom, Kui kmi, Kumar oder Mein) sind die größte Ethnie in Kambodscha und stellen mit mehr als 15,5 Millionen Einwohnern über 97 Prozent der Bevölkerung dar. Insgesamt gab es 2014 weltweit über 18 Millionen Khmer. Auch in Thailand (nördliche Khmer / Khmer Surin in den südlichen Provinzen des Isan, sowie auch vereinzelt in Ostthailand) und Vietnam (Khmer Krom im Mekongdelta) leben Khmer. Vor der Südmigration der Viet Kinh aus der Deltaregion des Roten Flusses war die Region des Mekongdeltas hauptsächlich von Khmer besiedelt, sie stellen hier die einheimische Bevölkerung dar. Auch in Thailand stellen die Khmer, gemeinsam mit den Mon und kleineren Volksgruppen, die ursprüngliche Bevölkerung der Region vor der Migration der Tai-Völker dar. Dennoch wurden manche in vergangenen Jahrhunderten auch als Arbeitskräfte in die benachbarte Staaten Thailand, Laos und Vietnam umgesiedelt, mitunter mit Gewalt. Etwa drei Millionen Khmer leben im benachbarten Ausland von Kambodscha. Eine relativ große Gruppe der Khmer, die vor den Roten Khmer und der anschließenden Besatzung der kommunistischen Vietkong fliehen musste, lebt heute im Land des ehemaligen Kolonialherren Kambodschas, in Frankreich, aber auch in den USA.
Die Khmer errichteten Tempel und Tempelstädte, die zu den größten der Welt zählen, wie Angkor im heutigen Kambodscha sowie Prasaat Hin Khao-Phnom-Rung und Prasaat Hin Phimai im heutigen Thailand.
Die Khmer sind eng verwandt mit dem Volk der Mon, deren Nachfahren in Thailand im Wesentlichen als Reisbauern und Fischer leben. Zahlreiche Minoritäten in Laos, in Nordostkambodscha und Zentralvietnam (z. B. Khmu, Kuy, Bru) sprechen ebenfalls verwandte Sprachen.
Die Khmer haben im Verlauf der Geschichte Kambodschas zahlreiche Höhen und Tiefen erfahren. Ihre Vergangenheit ist sehr eng verknüpft mit der Geschichte der Cham, mit denen sie vom 10. bis zum 15. Jahrhundert regelmäßig im Krieg waren. In der zeitgenössischen Geschichte sind das Terrorregime und die Verbrechen der Roten Khmer zu nennen, die zwischen 1975 und 1979 mehr als drei Millionen Khmer das Leben kosteten.

## Geschichte der Khmer
Wahrscheinlich im 3. Jahrhundert v. Chr. wanderten Proto-Mon-Khmer aus China nach Süden, doch entstand erst 802 das erste Reich der Khmer unter dem Herrscher Jayavarman II., nachdem dieser Chenla niedergerungen hatte. Nach dessen Tod 850 übernahm sein Sohn Jayavarman III. in der Hauptstadt Hariharalaya den Thron. Die Khmer errichteten 893 das erste Kultzentrum der Khmer-Monarchie in Angkor, Yasodharapura, und griffen mehr als fünfzig Jahre später das Reich Champa im heutigen Südvietnam erfolgreich an. Im 12. Jahrhundert übernahm König Jayavarman VII. den Theravada-Buddhismus und begann mit dem Bau von Angkor Thom. Ende des 12. Jahrhunderts waren praktisch alle Khmer vom Hinduismus zum Buddhismus konvertiert.
Mit der Eroberung von Angkor durch die Thai (Siam) aus Ayutthaya im 14. Jahrhundert endete die Geschichte des gleichnamigen Reiches. Die Hauptstadt wurde im Jahr darauf verlassen. In der Folge waren die Khmer über die meiste Zeit ein Zankapfel zwischen dem vietnamesischen Reich Annam und dem siamesischen Reich von Ayutthaya. Nachdem 1620 eine vietnamesische Prinzessin in die Khmer-Monarchie eingeheiratet hatte, erhielten die Vietnamesen das Siedlungsrecht auf dem Gebiet der Khmer. Dies führte zur Vietnamisierung der östlichen Küstenregion des ehemaligen Kambodschas, heute um Saigon (Ho-Chi-Minh-Stadt) gelegen.
König Norodom I. führte die Khmer 1863 in die französische Kolonialherrschaft, als er um den Schutz Frankreichs vor den Übergriffen seiner Nachbarn bat. War das Gebiet der Khmer zunächst ein französisches Protektorat, wurde es 1887 in die Kolonie Französisch-Indochina eingegliedert. Erst 1953 wurde Kambodscha unabhängig.

## Sprache
Die Khmer sprechen Khmer, das zur Familie der Mon-Khmer-Sprachen gehört. Die Khmer-Schrift leitet sich von den indischen Silbenschriften her.

## Religion
In der ethnischen Religion sind Berge, Hügel, Quellen, Bäume und Felder von Geistern bevölkert (→ Animismus), die die Geschicke der Erde lenken und heute Neak-Ta heißen. Wischnu selbst war hier der „große Geistkönig“ Neak-Ta-Moha-Reach. Diese Geister müssen ständig gnädig gestimmt werden. Gefährlich sind die Arak, Krankheitsgeister, und die Geister der unzeitig Verstorbenen, die Khomorchhav. Dämonenglaube ist verbreitet.
Heute sind die Khmer fast ausschließlich Anhänger des Theravada-Buddhismus, der simultan mit Elementen der ethnischen Religion praktiziert wird.
Vor der Verbreitung des Buddhismus in Südostasien waren die Khmer Hindus, was sich in den vielen Tempelruinen, die oftmals Hindugöttern wie Vishnu oder Shiva gewidmet sind, bemerkbar macht.

## Dokumentationen
- Ancient Apokalxpse: Angkor Wat. (Ancient Apokalxpse: The Khmer (Episode 6).) TV-Dokumentation von Marc Tiley; GB 2023, Deutsche Synchronfassung: ZDFinfo 2023.